# مدام كوراج (فلم)
مدام كوراج (بالفرنسية: Madame Courage). فيلم جزائري من سيناريو وإخراج مرزاق علواش وبطولة عدلان جميل ولامية بزاوي، تمت بداية تصوير الفيلم في 15 أكتوبر 2014.

## قصة الفيلم
يجسد الفيلم واقع شاب جزائري مدمن شرب الأقراص المهلوسة؛ في الشاب (عمر) المراهق الذي يعاني من القلق والاضطراب والمشاكل اليومية، ويعيش في أحد الأحياء القصديرية بمستغانم الجزائر، مدمن على تعاطي المخدرات الحبوبية، ومعروف عن الشاب المدمن عمر أنه لص. وذات يوم كان متوجها للمدينة، ليلتقي بفتاة تدعى (سلمى) وحاول سرقة عقدها الذهبي، أين تتقاطع نظراتهما، ومن هنا تنطلق أحداث الفيلم الذي يقدم قراءة سوسيولوجية للمجتمع وللمدمن وغيرها من التناقضات.

## مشاركات الفيلم في المهرجانات الدولية
- مهرجان القاهرة السينمائي الدولي
- مهرجان كان السينمائي
- مهرجان حيفا الدولي للأفلام [1]

## روابط خارجية
- مقالات تستعمل روابط فنية بلا صلة مع ويكي بيانات